# The Sims 4: Život na horách
The Sims 4: Život na horách (v anglickém originále The Sims 4: Snowy Escape) je desátý datadisk do hry The Sims 4. Vyšel 13. listopadu 2020.
Rozšíření do hry přidává Svět hory Komorebi. Jedná se o zasněženou oblast inspirovanou Japonskem.

## Svět hory Komorebi
Svět hory Komorebi je inspirován japonskými ostrovy Honšú a Hokkaidó. Nová oblast je rozdělena do třech sousedství: Wakaba, Senbamači a Jukimacu. Každé sousedství nabízí jedinečné aktivity a festivaly.

## Hratelnost

### Sporty
Život na horách přináší do hry nové sporty, kterým se simíci mohou věnovat. Balíček hru obohatil o snowboarding, lyžování, sáňkování, horolezectví a turistiku. Snowboarding, lyžování a horolezectví jsou samostatné dovednosti. Simíci je mohou trénovat a zlepšovat se v nich.

### Kariéra: Bílý límeček
Nová kariéra Bílý límeček umožňuje pracovat z kanceláře nebo z domova. Jedná se o kariérní dráhu inspirovanou korporáty. Pokud se Simík rozhodne pracovat z domova, neodchází daný den mimo pozemek hráče a je mu přidělena sada úkolů, které má splnit.

### Životní styly
Životní styly jsou nová herní funkce, která se skládá ze série vlastností, které mohou Simíci získat tím, že budou nebo nebudou vykonávat určité činnosti. Tyto vlastnosti ovlivňují Simíky při interakci s jejich prostředím. Např. "hledači adrenalinu" získávají pozitivní efekty při adrenalinových aktivitách a negativní při nudných jednotvárných činnostech. Celkem balíček přidává 16 životních stylů.

### Festivaly
Spolu s rozšířením do hry přibyly 3 nové festivaly:
- Festival mládí (sousedství Wakaba)

- Festival světla (sousedství Senbamači)
- Festival sněhu (sousedství Jukimacu)

## Kontroverze
Po odhalení první video upoutávky na tento balíček se mezi fanoušky objevily kontroverze. Na jednom ze záběrů byl vyobrazen simík klanící se před svatyní. Tento záběr pro mnoho jihokorejců evokoval vzpomínky na události během druhé světové války, kdy byla země pod Japonskou nadvládou. Během těchto let bylo uctívání svatyní vynucováno. Druhý problém se týkal jednoho návrhu oblečení v balíčku. Vzor připomínal japonskou vlajku vycházejícího slunce, která je spojována s japonským imperialismem v Koreji a Číně. Na základě těchto kontroverzí bylo klanění před svatyní a návrh oblečení z balíčku odstraněno a původní video upoutávka upravena.